# Liste chinesischer Gletscher

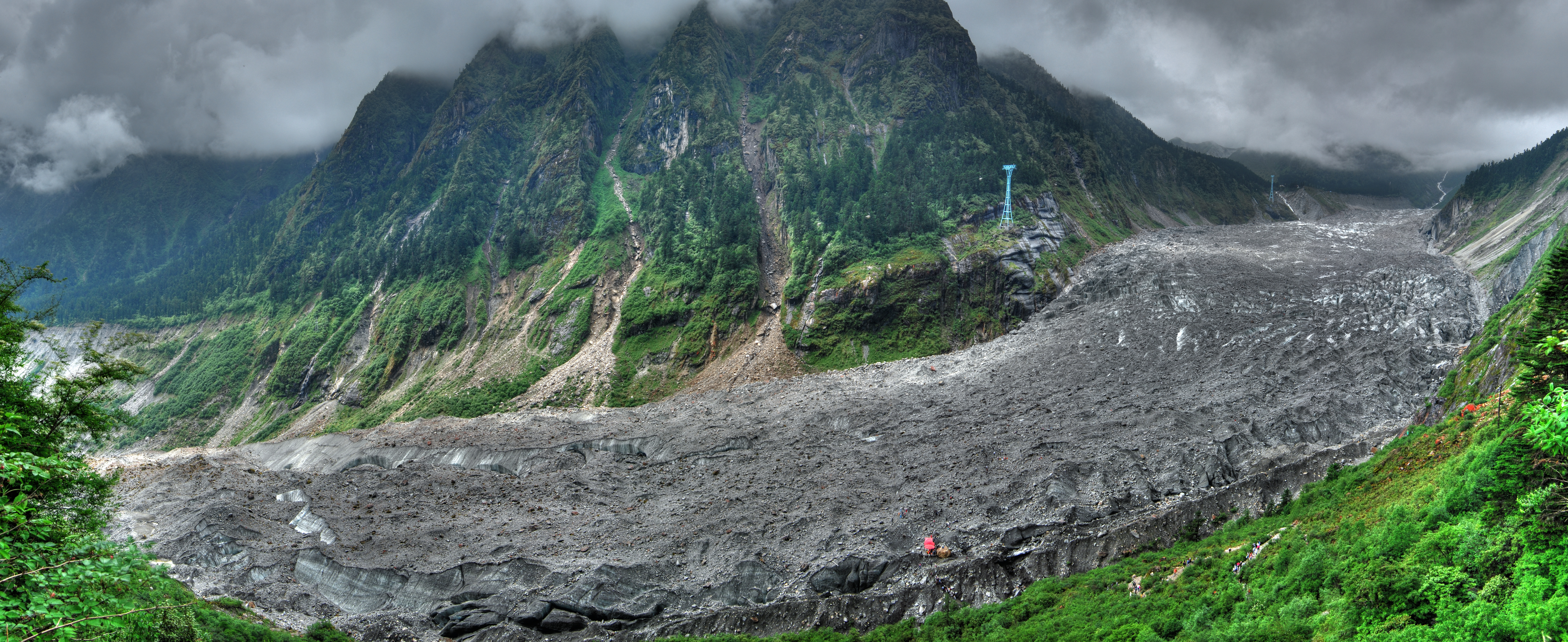
Der Hailuogou-Gletscher im Tal der Seemuschel (tibetisch dung dkar lung pa; chinesisch Hailuogou) in der Großgemeinde Moxi des Kreises Luding des Autonomen Bezirks Garzê der Tibeter, Provinz Sichuan

Dies ist eine Liste chinesischer Gletscher.

## Übersicht (Pinyin)
- A zha bing chuan 阿扎冰川 (Autonomes Gebiet Tibet)
- Hai luo gou bing chuan 海螺沟冰川 (Sichuan)
- Ka qin bing chuan 卡钦冰川 (Autonomes Gebiet Tibet)
- Ke ke sa yi bing chuan 科可萨依冰川 (Xinjiang)
- Lai gu bing chuan 来古冰川 (Autonomes Gebiet Tibet)
- Mi dui bing chuan 米堆冰川 (Autonomes Gebiet Tibet)
- Ming yong bing chuan 明永冰川 (Yunnan)
- Qi yi bing chuan 七一冰川 (Gansu)
- Rong bu bing chuan 绒布冰川 (Autonomes Gebiet Tibet)
- Te la ben kan li bing chuan 特拉本坎力冰川 (Xinjiang)
- Tian shan zhong guo yihao bing chuan 天山中国一号冰川 (Xinjiang)
- Tou ming meng ke bing chuan 透明梦柯冰川 (Gansu)
- Tu gai bie li qi bing chuan 土盖别里齐冰川 (Xinjiang)
- Tuo mu er bing chuan 托木尔冰川 (Xinjiang)
- Ye bo kang jia le bing chuan 野博康加勒冰川 (Autonomes Gebiet Tibet)
- Yin su ti bing chuan 音苏盖提冰川 (Xinjiang)
- Yu long xue shan bing chuan 玉龙雪山冰川 (Yunnan)

## Bilder

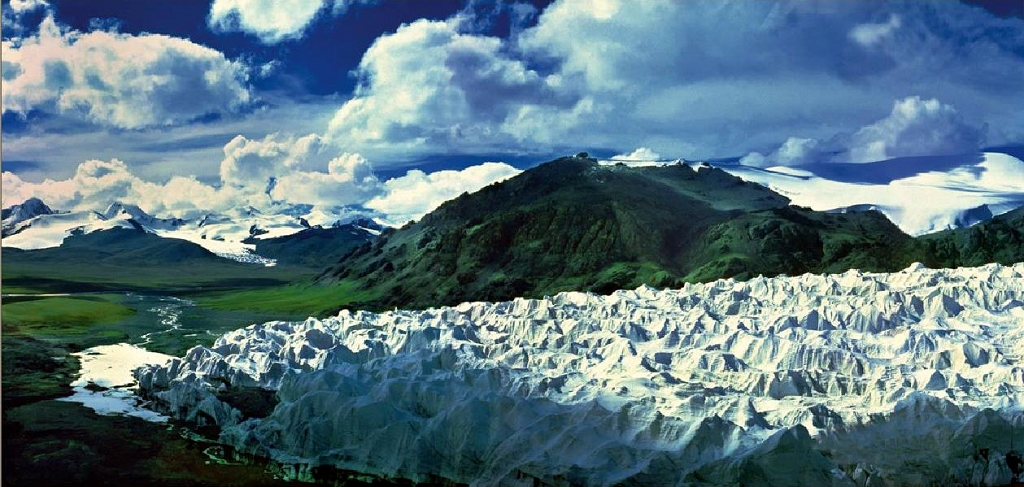
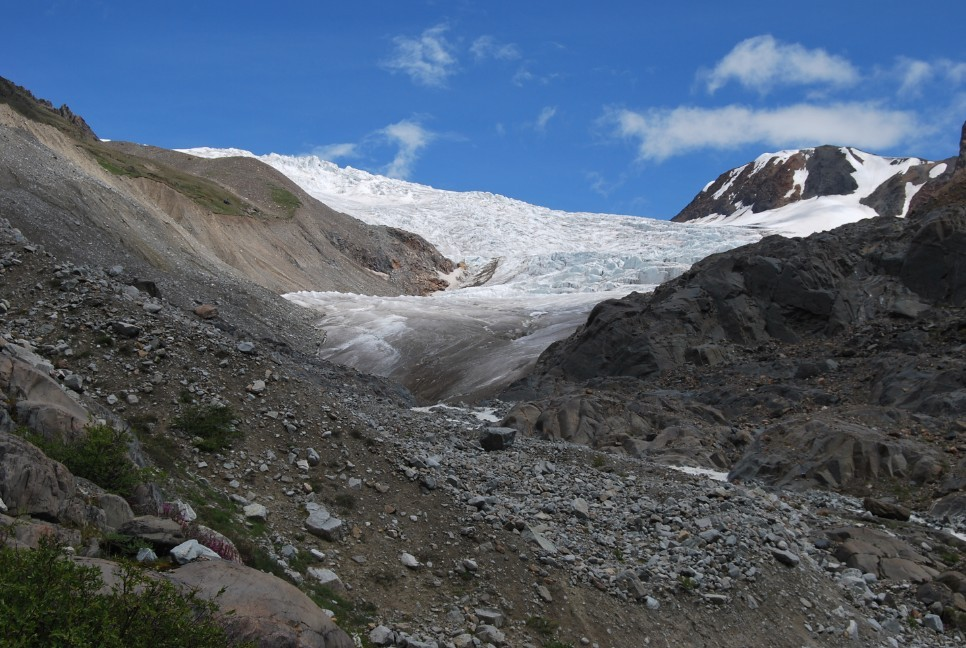
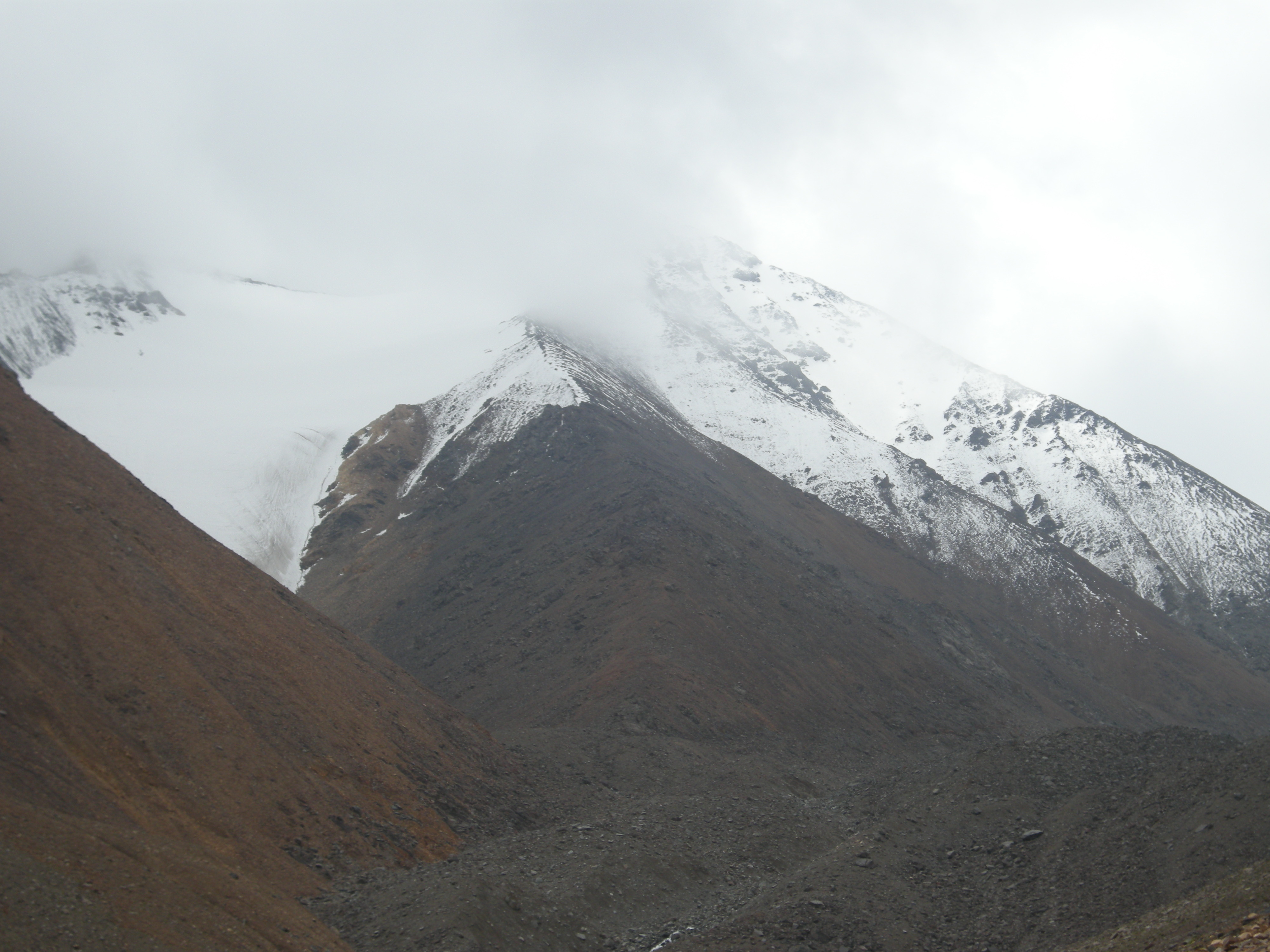
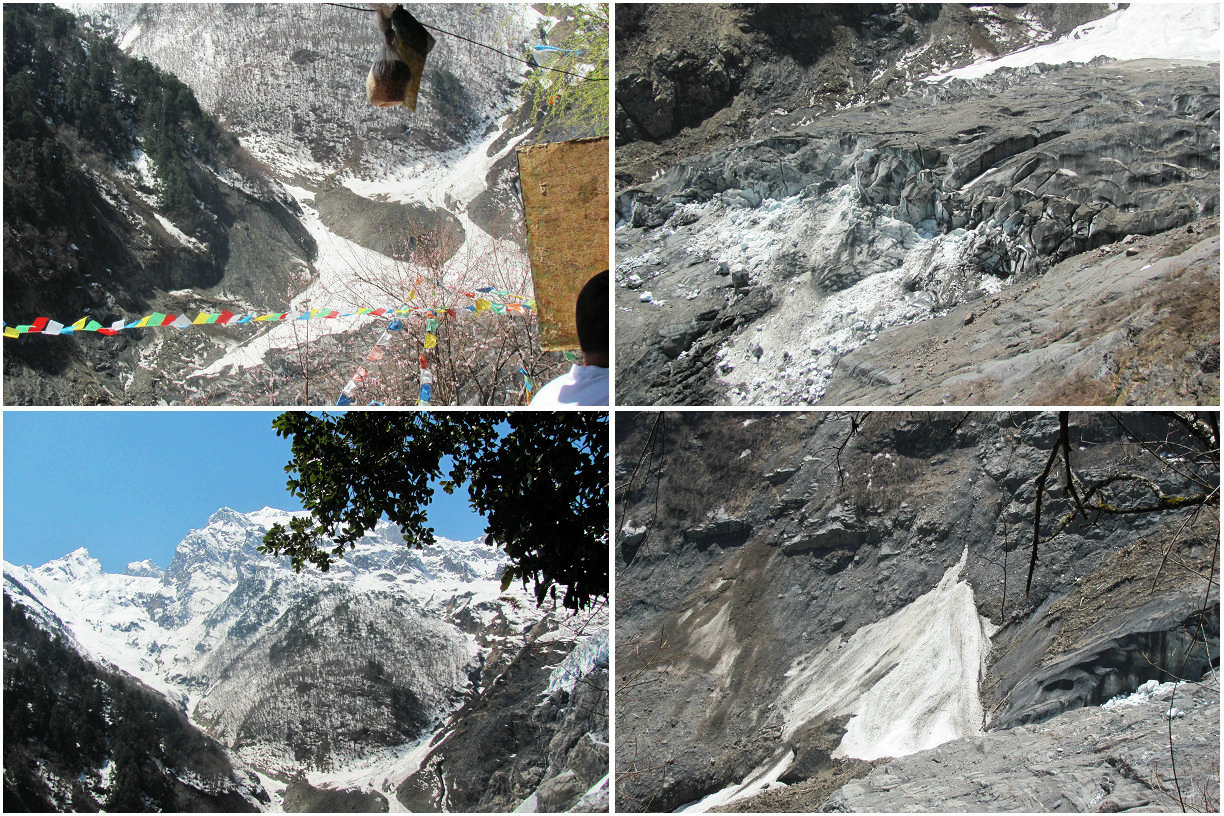
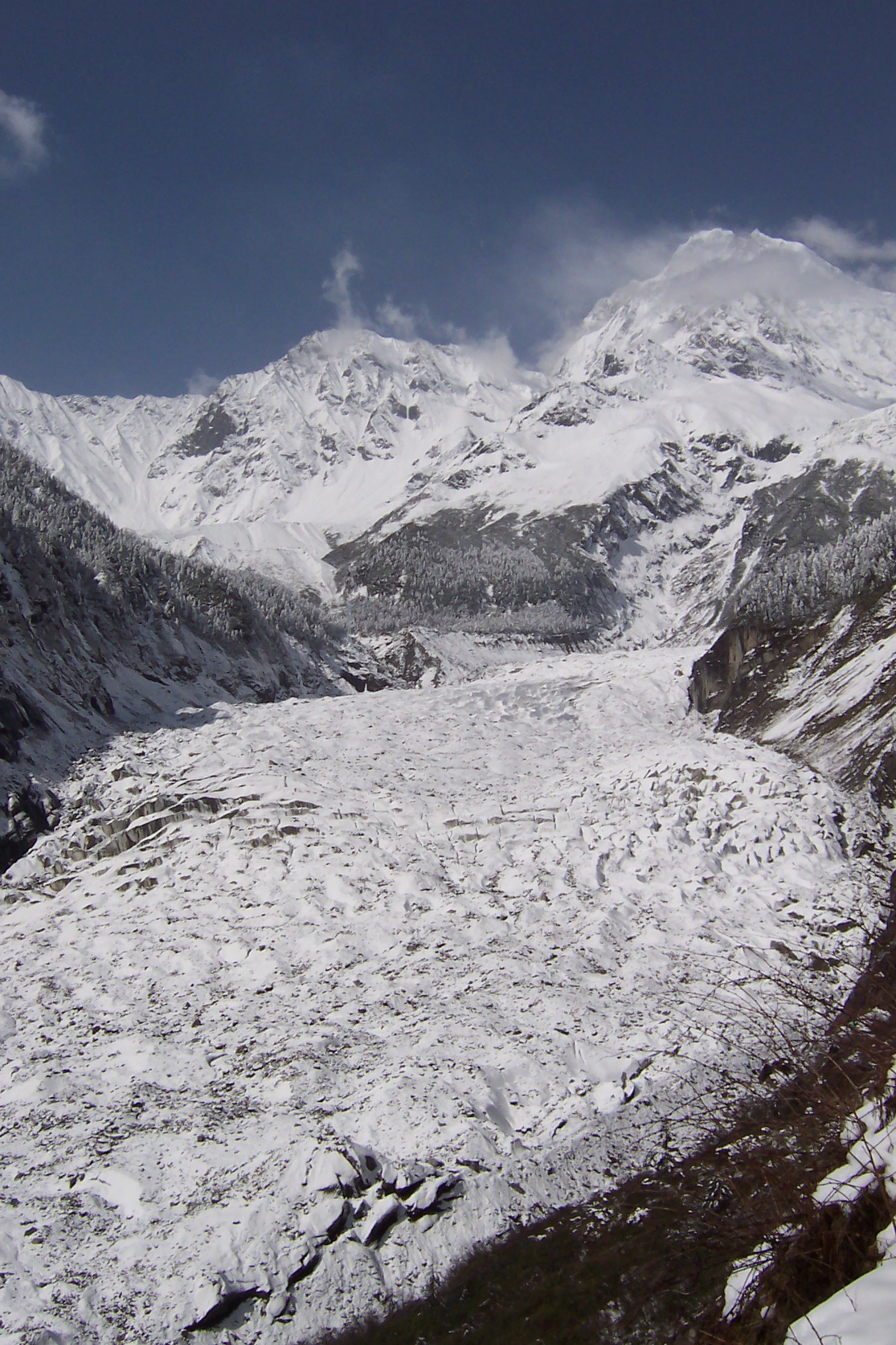